# Jean-François de La Guiche

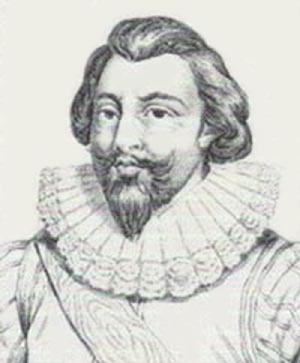
Jean-François de La Guiche

Jean-François de La Guiche, seigneur de Saint-Géran, comte de La Palice, (* vor 1569 auf Château de Saint-Geran; † 2. Dezember 1632 auf Château la Palice) war ein Soldat im Frankreich des 16. und 17. Jahrhunderts.

## Leben
Er war der Sohn von Claude de La Guiche † 1592, seigneur de Saint-Géran und der Suzanne d’Isserpent, (oder auch „des Serpents“) († nach dem 26. April 1628), dame de Chitain.
Jean-François de La Guiche verdiente sich seine ersten Sporen 1588 unter dem Kommando von Jean VI d’Aumont (Maréchal de France) und machte bei verschiedenen Aktionen unter Henri IV auf sich aufmerksam. Er nahm im Februar 1589 an der Belagerung von Orléans und 1590 an der Schlacht bei Ivry teil.
Bei der Belagerung von Paris 1588 und der Belagerung von Rouen wurde 1591 er jeweils verwundet. Danach wurde er zum Mestre de camp befördert  und erhielt das Kommando über die Chevaux-légers des Königs.
Nach der Belagerung von Amiens, bei der er verwundet und vier Pferde unter ihm erschossen wurden, erhielt er seine Beförderung zum Maréchal de camp.
Er war von 1605 bis 1610 Lieutenant in der la Garde du Dauphin (Teil der Gendarmes de la Garde), dann ab Juli 1611 Sous-lieutenant in der Garde du corps du roi. Am 13. März 1615 wurde er  „Capitaine-lieutenant“ der Gendarmes de la garde, diesen Rang führte er bis an sein Lebensende. (Die Ränge in der Garde unterschieden sich erheblich von denen des normalen Heeres. Ein Sous-lieutenant der Garde stand im Rang gleich einem Capitaine (Hauptmann) der Infanterie – wobei die Ränge „Lieutenant en second“, „Lieutenant“, „Capitaine 2e classe“ und „Capitaine en second“ noch dazwischenlagen.)
Im Jahre 1619 wurde der nunmehr so genannte Maréchal de Saint-Géran  Gouverneur, Seneschall und Lieutenant-général im Bourbonnais, Gouverneur von Moulins und von Chantelle. Ludwig XIII. machte ihn am 31. Dezember zum Chevalier des Ordens vom Heiligen Geist.
Er war ein vielbeschäftigter Militär seiner Zeit, führte Kommandos bei der Belagerung von Clerac, der Belagerung von Saint-Antonin, der Belagerung von Montauban, und der Belagerung von Montpellier, 1621 und 1622.
Am 24. November machte er sein Testament und setzte 100.000 Livres für Renten und Pensionskassen aus. Außerdem vermachte er Möbel und anderen Werte in einer Höhe von 50.000 Écus (ca. 3.500.00 Livres) an seine Witwe, seine beiden Töchter Marie-Gabrielle und Marie, seinem Sohn Claude Maximilien Graf von Palice und an die Marquise von Bouillé
Er starb am 2. Dezember 1632 im Alter von 63 Jahren auf dem Château de La Palice im Bourbonnais nach 45 Jahren voller gesundheitlicher Probleme. Sein Grab befindet sich in der Pfarrkirche Saint-Gérand-de-Vaux Département Allier an deren Wiederaufbau er sich finanziell massiv beteiligt hatte.

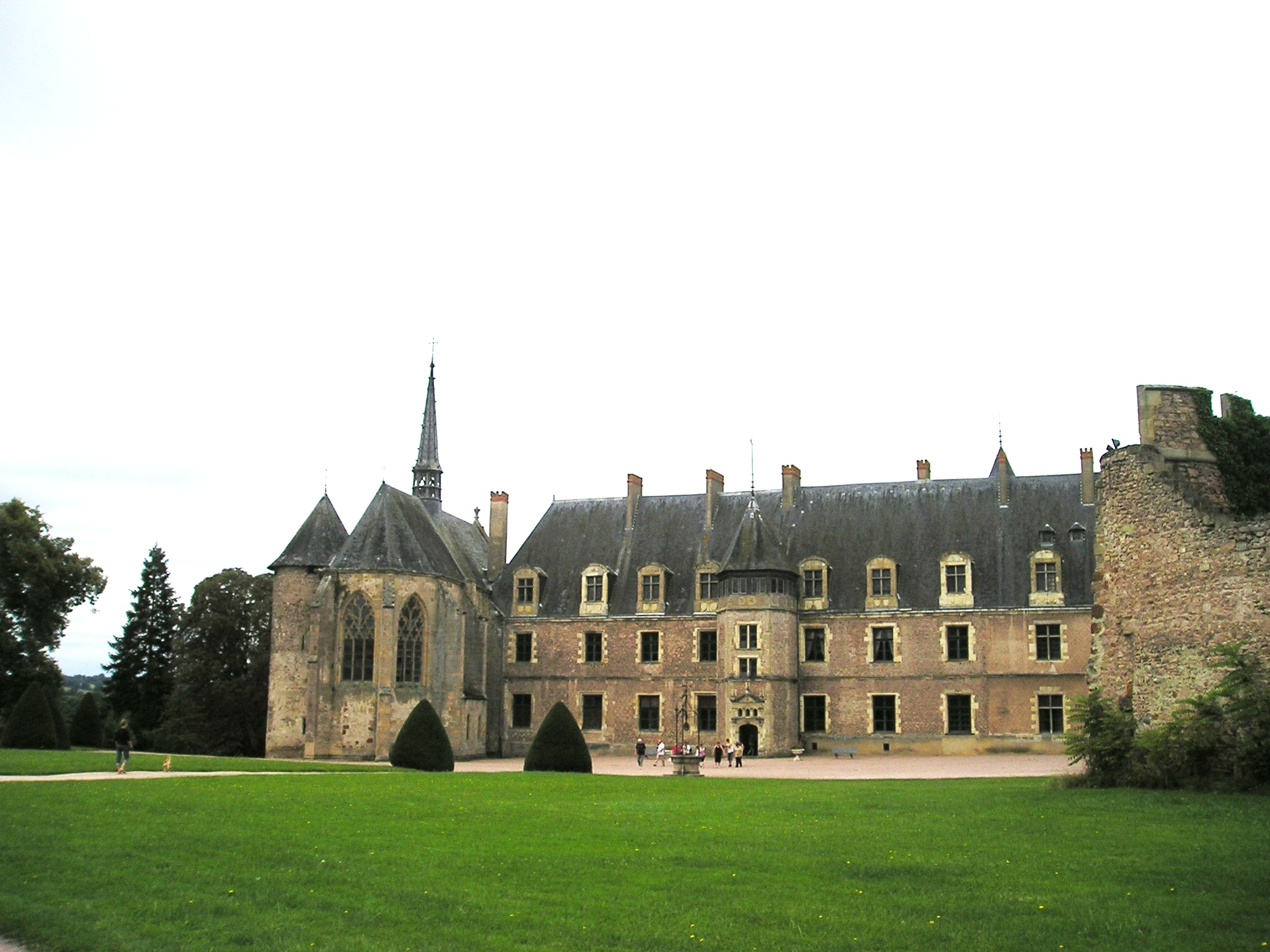
Schloss La Palice

## Heirat und Nachkommenschaft
Der Seigneur de Saint-Géran heiratete 1595 in erster Ehe die Anne de Tournon († 1614), Dame de La Palice, Tochter von  Just III. († 1571), Baron de Tournon und der Aliénor de Chabannes († 1595), Dame de La Palice und von Jaligny.
- Ihre Kinder :

Marie-Gabrielle (vor 1596 auf Château de La Palice – 29. März 1632 in Paris), von 1628 bis 1629 Hofdame der Anna von Österreich. Sie heiratete 1614  Gabriel (1597–1626), Seigneur de Chazeron, Gouverneur des Bourbonnais, dann am 12. Juni  1627  den Timoléon d’Epinay de Saint-Luc (1580–1644), Comte d’Estelan, Maréchal de France;
Claude Maximilien (vor 1603 auf Château de La Palice – 31. Januar 1659 in Moulins (Allier)), Comte de La Palice, Seigneur de Saint-Géran. Der Titel Comte de Saint-Géran stand ihm nicht zu, da dafür kein Adelsbrief (Lettre patente) ausgestellt war. Allerdings wurde er aus Höflichkeit von königlichen Hof angewandt. Er wurde am 6. Mai 1633 Gouverneur und Sénéchal des Bourbonnais.
In zweiter Ehe heiratete er am 23. Januar 1619 auf dem Château de Sainte-Marie-du-Mont im Département Manche die Susanne Aux Epaules, Dame de Sainte-Marie-du-Mont
- Ihre Kinder:

Marie (* 1623 - † 23. Juli 1710) ⚭ am 8. Februar den Charles de Lévis, 1631 4. Duc de Ventadour, Pair de France, Administrator der Diözese von Lodève (8. Mai 1600 – 19. Mai 1649 in Brive-la-Gaillarde) (Haus Lévis),
Susanne (1626 – November 1647)